# 2000 CQ2
2000 CQ2 är en asteroid i huvudbältet som upptäcktes 4 februari 2000 av den japanska astronomen Takao Kobayashi vid Ōizumi-observatoriet.
Asteroiden har en diameter på ungefär 7 kilometer och den tillhör asteroidgruppen Eunomia.